# Badesee (Klaffer am Hochficht)
Der Badesee ist ein kleiner See in der Gemeinde Klaffer am Hochficht in Oberösterreich.

## Geographie
Der Badesee erstreckt sich über eine Fläche von 34.859 m². Seine maximale Tiefe beläuft sich auf 6 m und seine mittlere Tiefe auf etwa 3 bis 5 m. Der Zu- und Abfluss ist – wie im Fall des nahegelegenen Urlsees – der Urlseebach, der in die Große Mühl mündet. Der Badesee liegt auf einer Höhe von 594 m ü. A. Westlich des Sees erhebt sich der Schusterberg (647 m ü. A.).

## Geschichte
Das Stift Schlägl legte den See künstlich und ursprünglich zu Zwecken der Fischzucht an.

## Ökologie
Am nördlichen und östlichen Ufer wachsen Erlen, Eschen und Berg-Ahorne. Die Teichwiese westlich des Gewässers ist ein artenreicher Borstgrasrasen mit einem hohen Anteil an Pfeifengräsern. Zwischen dem Badesee und dem Urlsee befindet sich ein Schwarz-Erlen-Sumpf, der stark von Bibern gestaltet wird. Der Badesee ist Teil der 22.302 ha großen Important Bird Area Böhmerwald und Mühltal.
Ein hoher Gehalt an Humin- und Mineralstoffen führt zu einer braunen Färbung und gelegentlich deutlichen Trübung des Wassers. Im Sommer kann deshalb die Temperaturschichtung stark ausgebildet sein, mit Wärme an der Oberfläche und Kälte in der Tiefe.

## Freizeit und Tourismus
Der Badestrand liegt am Ostufer des Sees und verläuft entlang einer etwa 150 m langen Uferlinie. In das Gewässer ragen zwei L-förmige 15 m lange Holzstege hinein. Die Liegewiesen sind grasbewachsen. Zur Badeanlage gehören ein Kinderbecken, Tretboote, ein Beachvolleyballplatz, ein Spielplatz und Sanitäranlagen. Es gibt ein Gasthaus am See. Ein Campingplatz, das Böhmerwaldcamp, hat das ganze Jahr über geöffnet. Im Winter wird der Badesee zum Eislaufen und auf präparierten Bahnen zum Eisstockschießen genutzt.